# Czostków (jezioro)
Czostków – niewielkie jezioro wytopiskowe na Pojezierzu Zachodniosuwalskim o owalnym kształcie, położone przy drodze Filipów-Przerośl.
Jezioro jest zbiornikiem eutroficznym, o brzegach dość wysokich, porośniętych olszą, wierzbą i osiką. Strefę przybrzeżną porastają szuwary. Dno jest piaszczyste, w znacznych partiach muliste. Wokół jeziora leżą zagrody wsi Czostków. Kilkadziesiąt metrów od jeziora Czostków znajduje się jezioro Ślepak.